# الحویله، قطر
الحویلا (به لاتین: Al Huwaila) یک منطقهٔ مسکونی در قطر است که در شهرداری شمال واقع شده‌است.
 الحویلا ۷٫۷ کیلومتر مربع مساحت دارد.